# كيفن يانسون (ممثل)
كيفن يانسون هو مؤدي وممثل بلجيكي، ولد في 21 أغسطس 1979 بأنتويرب في بلجيكا.

## وصلات خارجية
- كيفن يانسون على موقع IMDb (الإنجليزية)
- كيفن يانسون على موقع ألو سيني (الفرنسية)
- كيفن يانسون على موقع أول موفي (الإنجليزية)
- كيفن يانسون على موقع قاعدة بيانات الفيلم (الإنجليزية)
- كيفن يانسون على موقع كينوبويسك (الروسية)